# Thaleischweiler-Fröschen
Thaleischweiler-Fröschen é um município da Alemanha localizado no distrito de Südwestpfalz, estado da Renânia-Palatinado.
É a sede do Verbandsgemeinde de Thaleischweiler-Fröschen.